# Jakub Bouda
Jakub Bouda (* 19. dubna 1973 Most) je český spisovatel a fejetonista.

## Biografie
Narodil se v Mostě, kde vychodil základní školu, potravinářské učiliště i střední školu se zaměřením management obchodu. V dětství trávil s rodinou prázdniny na Šumavě. V roce 2016 se odstěhoval z Mostu do Černé v Pošumaví, kde podle Detail.cz žije dodnes. Je podruhé ženatý. Z prvního manželství má jednoho syna.
Přes psaní do internetových blogů se dostal k práci recenzenta počítačových her pro regionální TV DaKr. Náměty pro své knihy čerpá z bohatého života. Během něj pracoval jako výškový natěrač, prodavač, člen požární hlídky, policista, obchodní ředitel v nápravném ústavu, číšník, pomocný zvukař-technik, tvůrce webových stránek, provozovatel gastronomické sítě nebo grafik, což potvrzuje i na svém oficiálním webu
V roce 2009 byl nominován na Cenu města Mostu (za literaturu), kde skončil ve finálovém výběru.

## Dílo

### Knižní vydání
- Bumerang (sbírka povídek; Brno, Tribun EU, 2008 a Most, Tiskárna K&B, 2010)
- Co oči nevidí (sbírka povídek; Most, Tiskárna K&B, 2009]
- V dobrym i zlym (krimi román z mosteckého podsvětí; Most, Tiskárna K&B, 2013)
- Nečum a střílej (druhý díl románu V dobrym a zlym; Most, Tiskárna K&B, 2013)
- Zrození Suprfiše (dětská kniha o neohrožené rybičce, 2016)
- Ve stínu gangu - krimi - trilogie o motorkářském gangu, Tiskárna K&B, 2019)
- Rozbitej (1. díl psycho krimi, Tiskárna K&B, 2021)
- Seřízenej (2. díl psycho krimi, Tiskárna K&B, 2022)
- Vyřízenej (3. díl psycho krimi, Tiskárna K&B, 2022)

### Fantasy sága Aforkalypsa
- Aforkalypsa (První díl humorné fantasy ságy s čarodějem Rumblitzem; Most, Tiskárna K&B, 2010)
- Aforkalypsa - Záhadný grimoár (Druhý díl humorné fantasy ságy s čarodějem Rumblitzem, 2018)
- Aforkalypsa - Zdrhej, poutníče! (Třetí díl humorné fantasy ságy s čarodějem Rumblitzem, Tiskárna K&B, 2019)
- Aforkalypsa - Horší než oni (Čtvrtý díl humorné fantasy ságy s čarodějem Rumblitzem, Tiskárna K&B, 2020)
- Aforkalypsa - Tantrická síla (Pátý díl humorné fantasy ságy s čarodějem Rumblitzem, Tiskárna K&B, 2020)
- Aforkalypsa - Soumrak mágů (Šestý díl humorné fantasy ságy s čarodějem Rumblitzem, Tiskárna K&B, 2020)
- Aforkalypsa - Dáma z hvězd (Sedmý díl humorné fantasy ságy s čarodějem Rumblitzem, Tiskárna K&B, 2021)
- Aforkalypsa - Čelenka z peří (Osmý díl humorné fantasy ságy s čarodějem Rumblitzem, Tiskárna K&B, 2021)
- Aforkalypsa - Tma (Devátý díl humorné fantasy ságy s čarodějem Rumblitzem, Tiskárna K&B, 2022)
- Aforkalypsa - K branám Karaka (Desátý díl humorné fantasy ságy s čarodějem Rumblitzem, Tiskárna K&B, 2022)

### Ostatní
- Zpracoval více než stovku recenzí her všech žánrů.
- Pravidelně přispíval do Deníku Mostecka sobotními fejetony, ve kterých komentoval regionální, národní i celosvětové dění. Externě pracoval jako fejetonista i pro týdeník MF Sedmička.

### Jiné aktivity
- byl krátce součástí death-metalové kapely SAX[zdroj?]
- zúčastnil se natáčení historického velkofilmu Henri Vier (Jindřich IV).[zdroj?]
- kapitán vítězů ligy v šipkách v roce 2004 v teamu Bizoni Most[zdroj?][2]
- v letech 2004–2007 komunální politik ve stranách Evropští demokraté a SNK Evropští demokraté[zdroj?]
- zakladatel, zpěvák a textař punkové formace Topunky[zdroj?][3]
- příležitostně hostující zpěvák kapely Definitivní Ententýk[zdroj?]
- Zpěvák a textař tělesa Rum&spol.[4]